# Vlijtingen

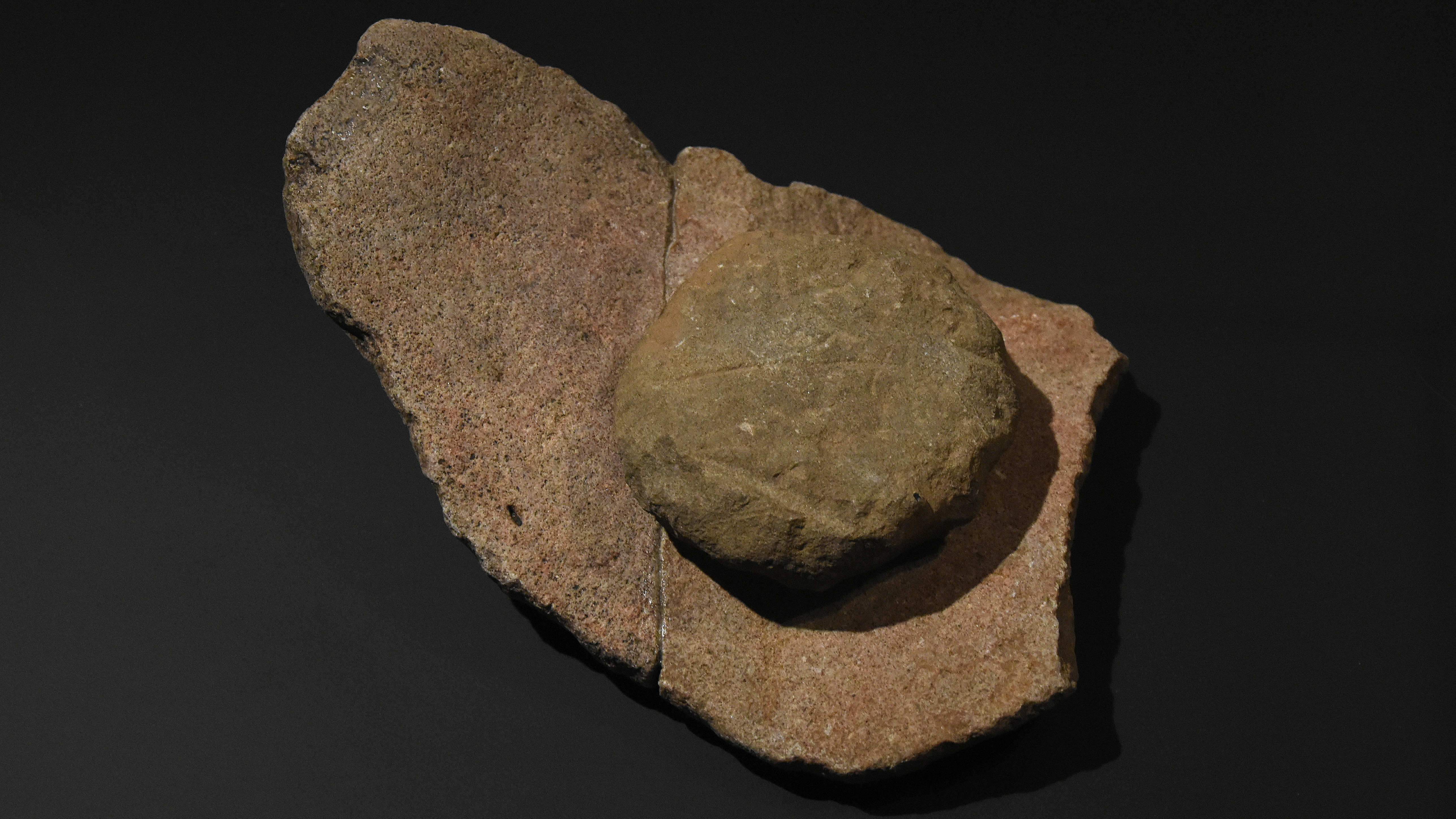
Een in Vlijtingen gevonden maalsteen (5300-4900 v.Chr.)

Vlijtingen is een dorp en deelgemeente van de gemeente Riemst in het zuidoosten van de Belgische provincie Limburg, het was een zelfstandige gemeente tot aan de gemeentelijke herindeling van 1977. Vlijtingen is gelegen in de regio Haspengouw en behalve het dorp zelf maakt ook het gehucht Lafelt er deel van uit.
In het lokale dialect wordt het dorp Vlètegge genoemd. Flétange is de Franse benaming en Flétindje de Waalse. De dorpel van de Sint-Albanus kerk ligt 85,10 meter boven de zeespiegel.

## Etymologie

### Evolutie schrijfwijze
| Jaartal | Schrijfwijze |
| ------- | ------------ |
| 1079    | Fletingen    |
| 1079    | Fleytingen   |
| 1139    | Fletingis    |
| 1340    | Fleytingis   |
| 1376    | Vleytinghen  |
| 1381    | Fletinghen   |
| 1585    | Vletinghen   |
| 1624    | Vleytinghen  |
| 2014    | Vlijtingen   |

### Oorsprong
Voor de oorsprong van de dorpsnaam beschikken we over drie hypotheses.
Vlijtingen is een samenstelling van vlyt(vlug) en ingen(veld) wat zou verwijzen naar het sneller oogstklaar zijn op deze plek van de gewassen.
De naam kan ook afgeleid zijn van vliet wat afgeleid is van het Latijnse vletum en dat beek of rivier betekent. Een derde verklaring zegt dat je Fletinghen kan opsplitsen in flet, ing en heim. Flet/Fleido is een Frankische naam, ing betekent clan en heim huis. De woonplaats van de clan/familie van Fleido die zich hier, afgaand op de naam, gevestigd zou hebben tussen de vijfde en tiende eeuw. Hem komt ook in de lokale straatnamen Ophemmerstraat en Erhemstraat voor waarvan de oorsprong verder onbekend is.
*Carnoy, A., Origine des noms de communes de Belgique, Louvain, Universitas, 1949.

## Geschiedenis
Het heemkundig museum toont onder andere artefacten uit de Steentijd (300.000 tot 35.000 jaar geleden) en de IJzertijd (circa 800 voor Chr. tot het begin van onze jaartelling), meteen de oudste sporen van menselijke activiteit.
In de Romeinse tijd liep de Via Belgica doorheen het gehucht Lafelt. Sporen van een viertal Romeinse villa's werden teruggevonden: bij de kapel van Onze-Lieve-Vrouw-van-Zeven-Weeën, in het centrum van het dorp, op de Keiberg (tussen Vlijtingen en Lafelt) en op de Lippensberg (tussen Vlijtingen en Hees). Verder zijn er sporen van centuriatio, de Romeinse manier van landverdeling.
De Sint-Albanusparochie is zeer oud. Ze bestond vermoedelijk reeds in de 7e of 8e eeuw. Een kapel te Hees was aan deze parochie ondergeschikt.
Gedurende het ancien régime was Vlijtingen de hoofdplaats van de elf banken van Sint-Servaas. In Vlijtingen was tevens de hoofdbank gevestigd, het zogenaamde 'Gerecht van de Elf Banken' ofwel de 'Hof van Vlijtingen'. Het Maastrichtse kapittel van Sint-Servaas bezat hier het kasteel Daelhof, een buitenverblijf van de proost, en het Blockhuis, de verblijfplaats van de rijproost (beide verdwenen). Het graafschap Loon en (na 1366) het prinsbisdom Luik konden in Vlijtingen dus geen invloed laten gelden, hoewel ze dit wel meermaals hebben geprobeerd.
Vlijtingen heeft tijdens de Tachtigjarige Oorlog, en ook in 1677, toen Lodewijk XIV oorlog tegen de Republiek der Nederlanden voerde, van oorlogshandelingen te lijden gehad.
Op 2 juli 1747 werd Vlijtingen grotendeels platgebrand toen, na de slag bij Lafelt, de zegevierende Franse troepen het dorp binnenvielen. Het kasteel Daelhof, eigendom van het Sint-Servaaskapittel, en het Blockhuis, de vergaderplaats van de 'hoofdbank van Vlijtingen' en verblijfplaats van de rijproost, werden tijdens deze slag vernield en niet meer heropgebouwd. De gebouwen bevonden zich op of in de buurt van de huidige Meerplaats.
In 1850 werd de Harmonie Sint-Cecilia gesticht, deze harmonie onderging in 1907 een naamsverandering en heet sindsdien Concordia.
In 1934 werd ten oosten van Lafelt het Albertkanaal gegraven. Vlijtingen was de eerste Belgische gemeente waar een ruilverkaveling doorgevoerd werd (1957-1963). In 1977 werd Vlijtingen, en haar beide gehuchten Lafelt en Ellicht, gefusioneerd met negen andere dorpen tot de gemeente Riemst.

## Demografische ontwikkeling
- Bronnen:NIS, Opm:1831 tot en met 1970=volkstellingen; 1976 = inwoneraantal op 31 december

## Bevolkingsevolutie
| Jaartal     | Bevolking |        |       |        |       |
| ----------- | --------- | ------ | ----- | ------ | ----- |
| 1658 :      | ca.700    | 1846 : | 1012* | 1910 : | 1368* |
| 1712 :      | ca.840    | 1856 : | 978*  | 1920 : | 1472* |
| jaar VIII : | 793*      | 1866 : | 969*  | 1930 : | 1671* |
| 1806 :      | 811*      | 1876 : | 1022* | 1938 : | 1846  |
| 1818 :      | 836*      | 1880 : | 1115* | 1947 : | 2008* |
| 1820 :      | 863*      | 1890 : | 1145* | 1961 : | 2214* |
| 1830 :      | 965*      | 1900 : | 1196* | 1976 : | 2401  |

*Sven Vrielinck, De territoriale indeling van België (1795-1963), Bestuursgeografisch en statistisch repertorium van de gemeenten en supra-communale eenheden (administratief en gerechtelijk) met de officiële uitslagen van de volkstellingen, Volume 3, Universitaire Pers Leuven, 2000

## Natuur en landschap
Vlijtingen ligt in Droog-Haspengouw. Ondiepe droogdalen met zouwen die enkel nu en dan regenwater afvoeren zorgen voor een heuvelachtig landschap met zachte hellingen. De hoogte varieert van 80 tot 105 meter. De vruchtbare lössbodem wordt volledig bewerkt. Het landschap is dus open en heuvelachtig met karakteristieke kleine landschapselementen (holle wegen, taluds, graften) die in Vlijtingen dikwijls verdwenen zijn omdat de eerste ruilverkaveling van Vlaanderen vrij drastisch ingreep.
Vlijtingen is gelegen in het droogdal van het Hezerwater dat in noordoostelijke richting, via de Zouw van Hees (de zuiw van Hèès) , doorheen Hees, afwatert naar het Albertkanaal en, toen dat er nog niet lag, naar de Maas. De in de negentiende eeuw aangelegde ‘steenweg’, de N745 (Bilzen-Wezet) begrenst het dorp in het zuidwesten. De belangrijkste straten lopen parallel met het droge dal en liggen dus parallel aan het Hezerwater. De kern van het dorp is erg compact (hoopdorp). Het huizentype evolueerde van halfopen naar vrijstaand in de recentste verkavelingen. Die laatste hebben de oorspronkelijke gordel van hoogstamboomgaarden, tussen open veld en bebouwing, grotendeels opgeslokt.

## Bezienswaardigheden

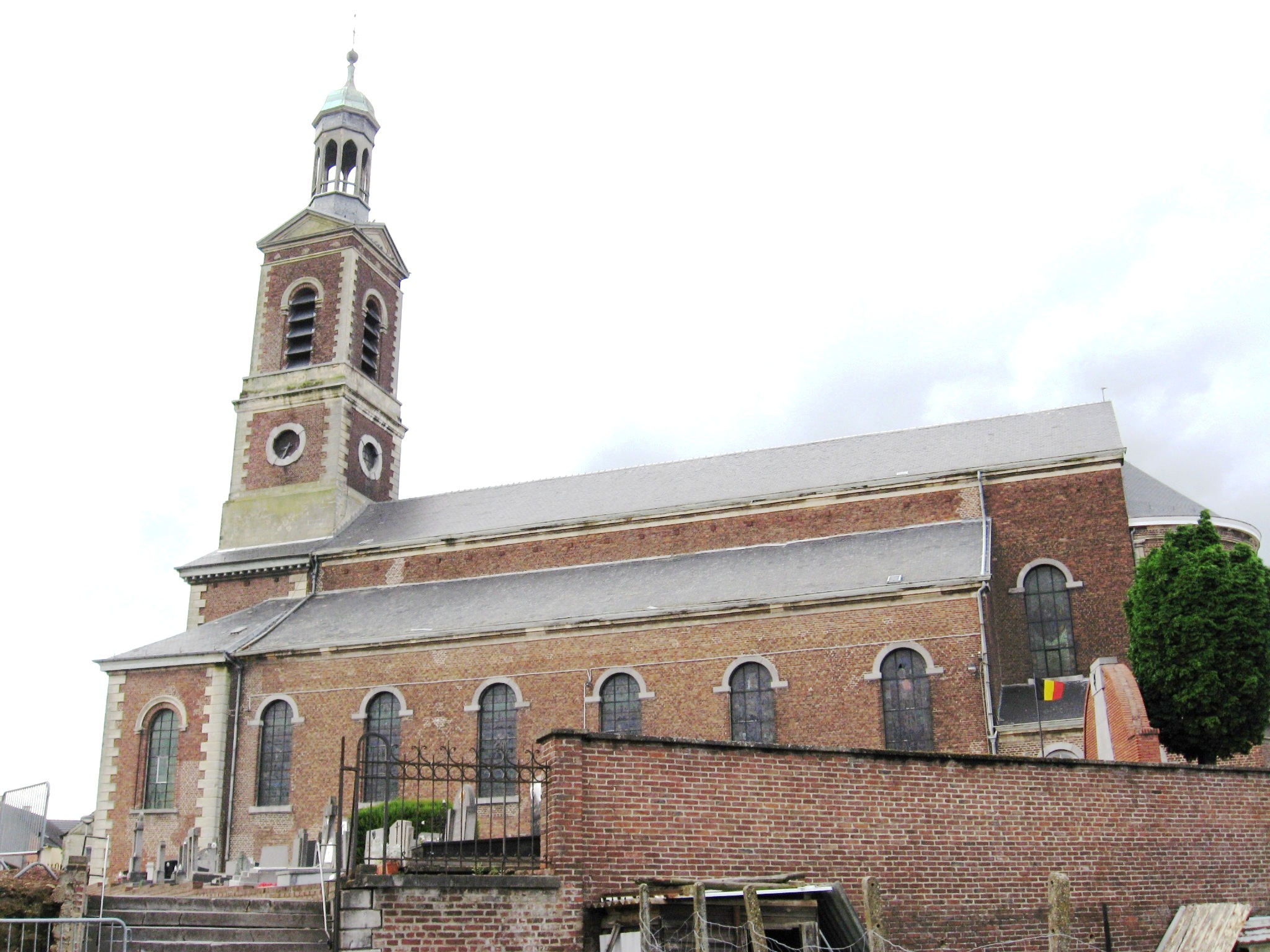
Sint-Albanuskerk

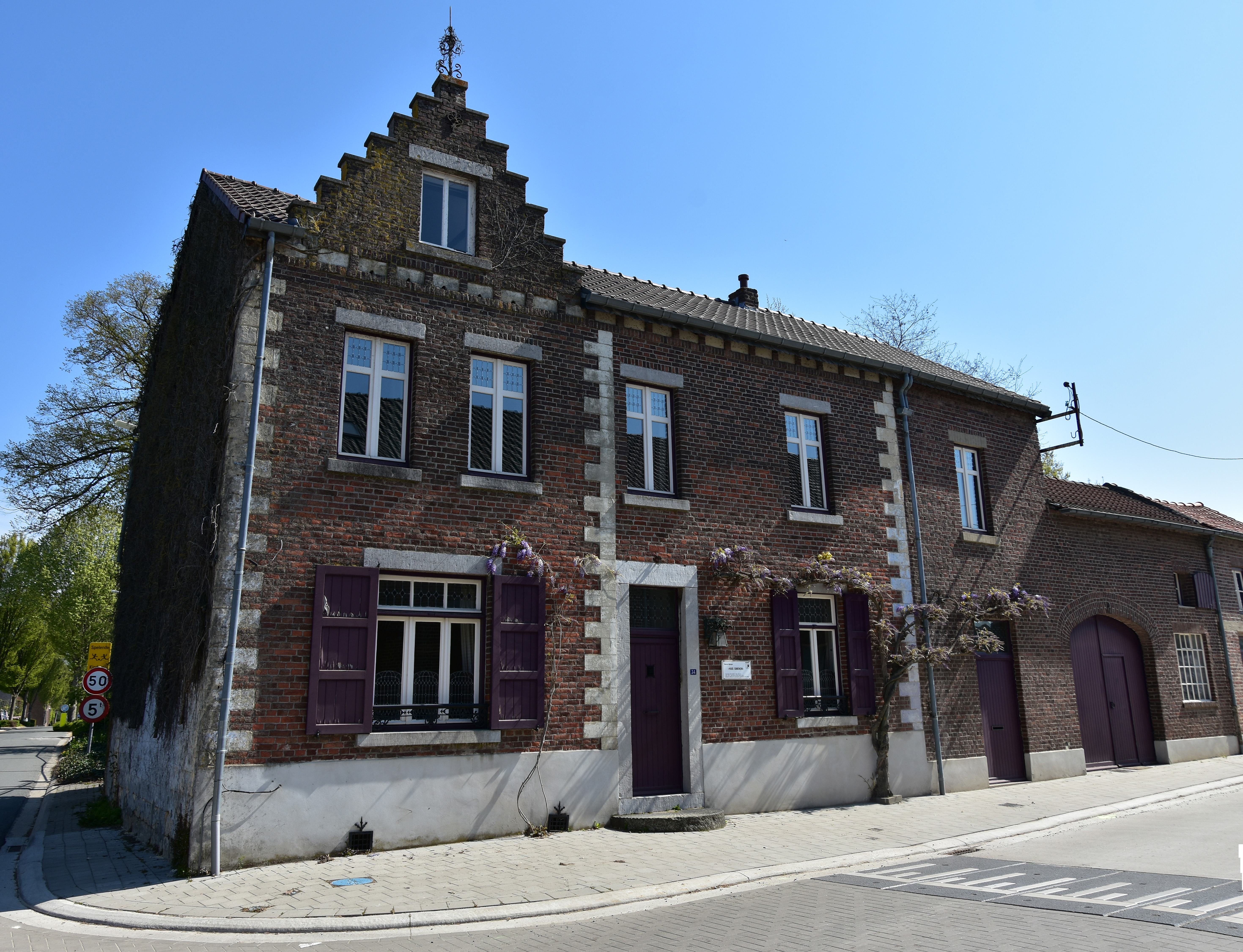
Voormalig buitenverblijf van Monseigneur Simenon aan de Smisstraat

- De Sint-Albanuskerk is de parochiekerk van Vlijtingen, een neoclassicistische bakstenen kerk uit 1840
- het voormalig buitenverblijf van monseigneur Simenon (1871-1951) aan de Smisstraat, grootvicaris van het bisdom Luik

- de dekenij aan de  Sint-Albanusstraat, nr. 2. De neoclassicistische dekenij (woonplaats van de deken) werd opgetrokken in 1868. Het gebouw is U-vormig. Het metselwerk bestaat uit baksteen, met hoekstenen in mergelsteen. Vensters en deuren zijn omlijst met blauwe hardsteen
- Het wit kapelletje ligt aan de kruising van de Bosstraat en de Aldenbergweg, is opgedragen aan de maagd Maria en werd gebouwd met witgekalkte mergelblokken. Het bouwjaar is niet gekend.

### Het wit kapelleke

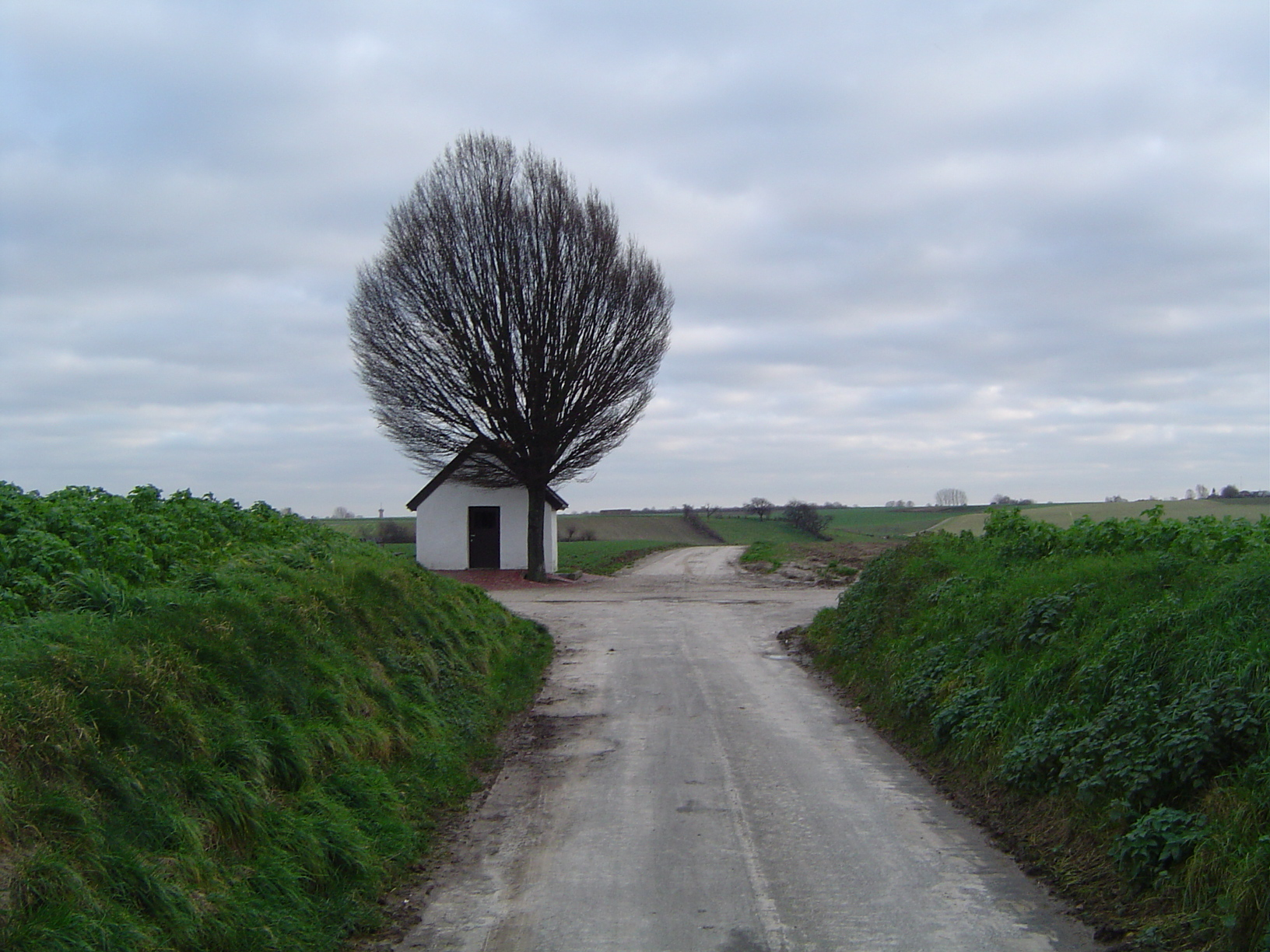
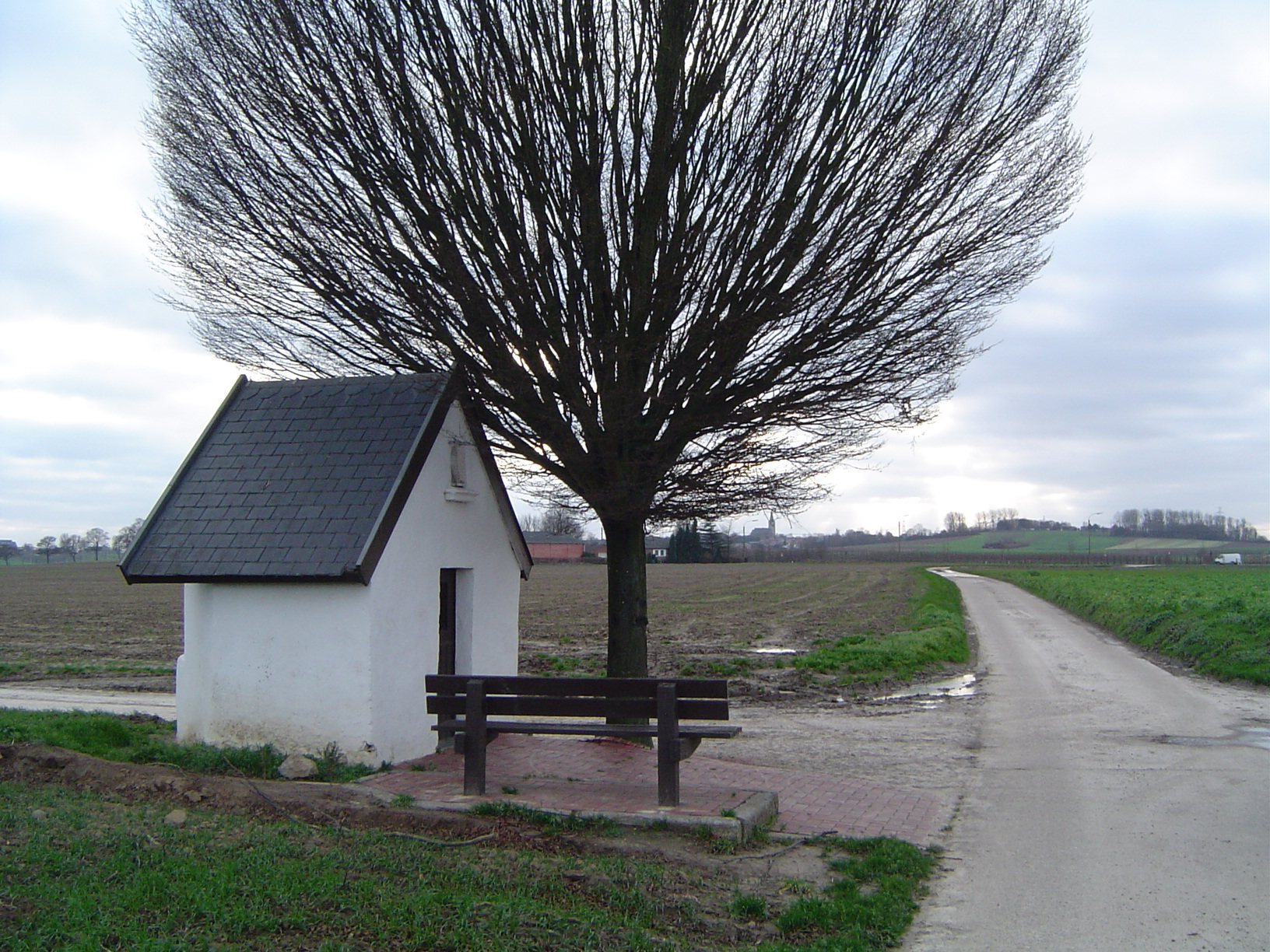
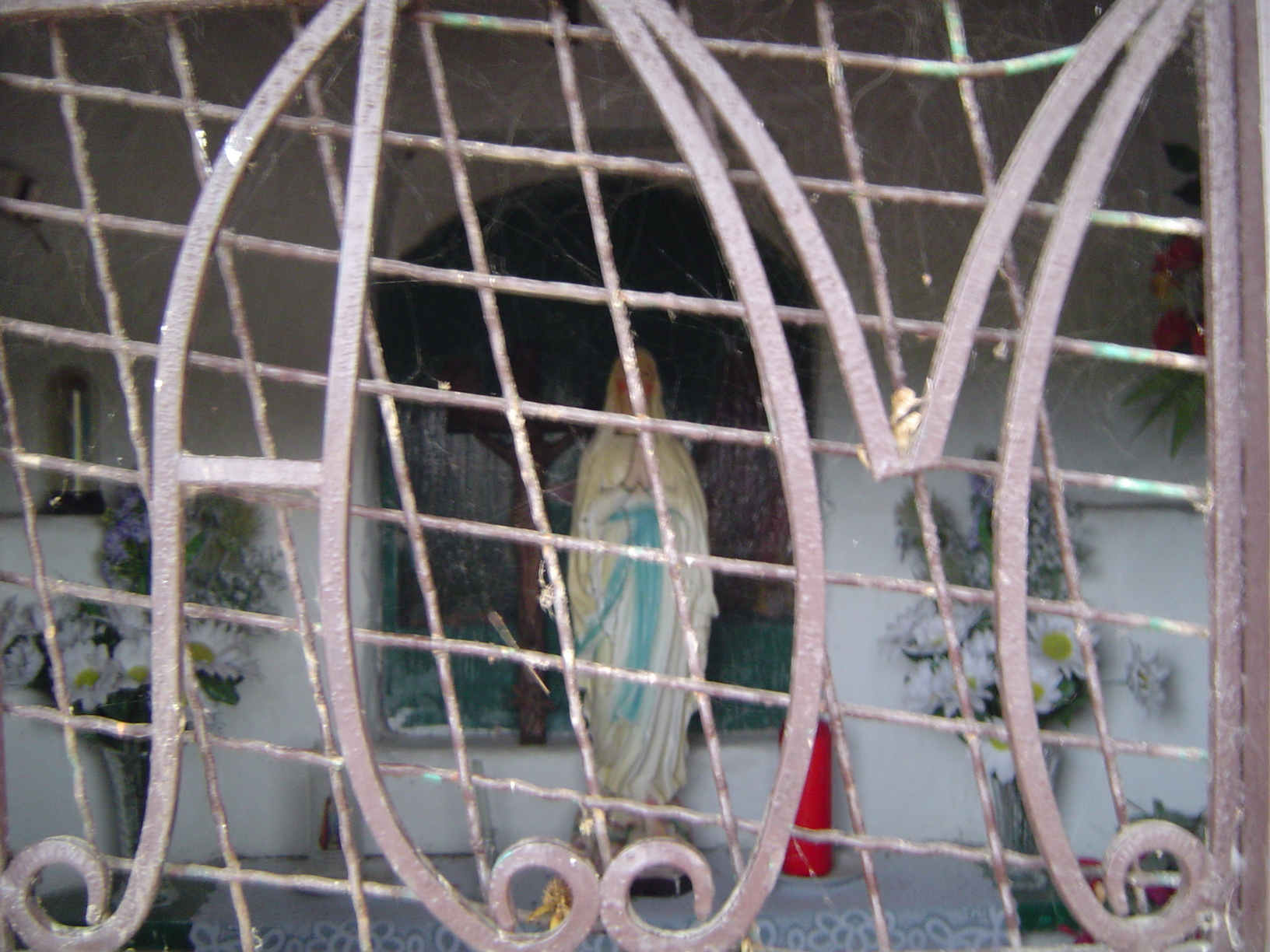
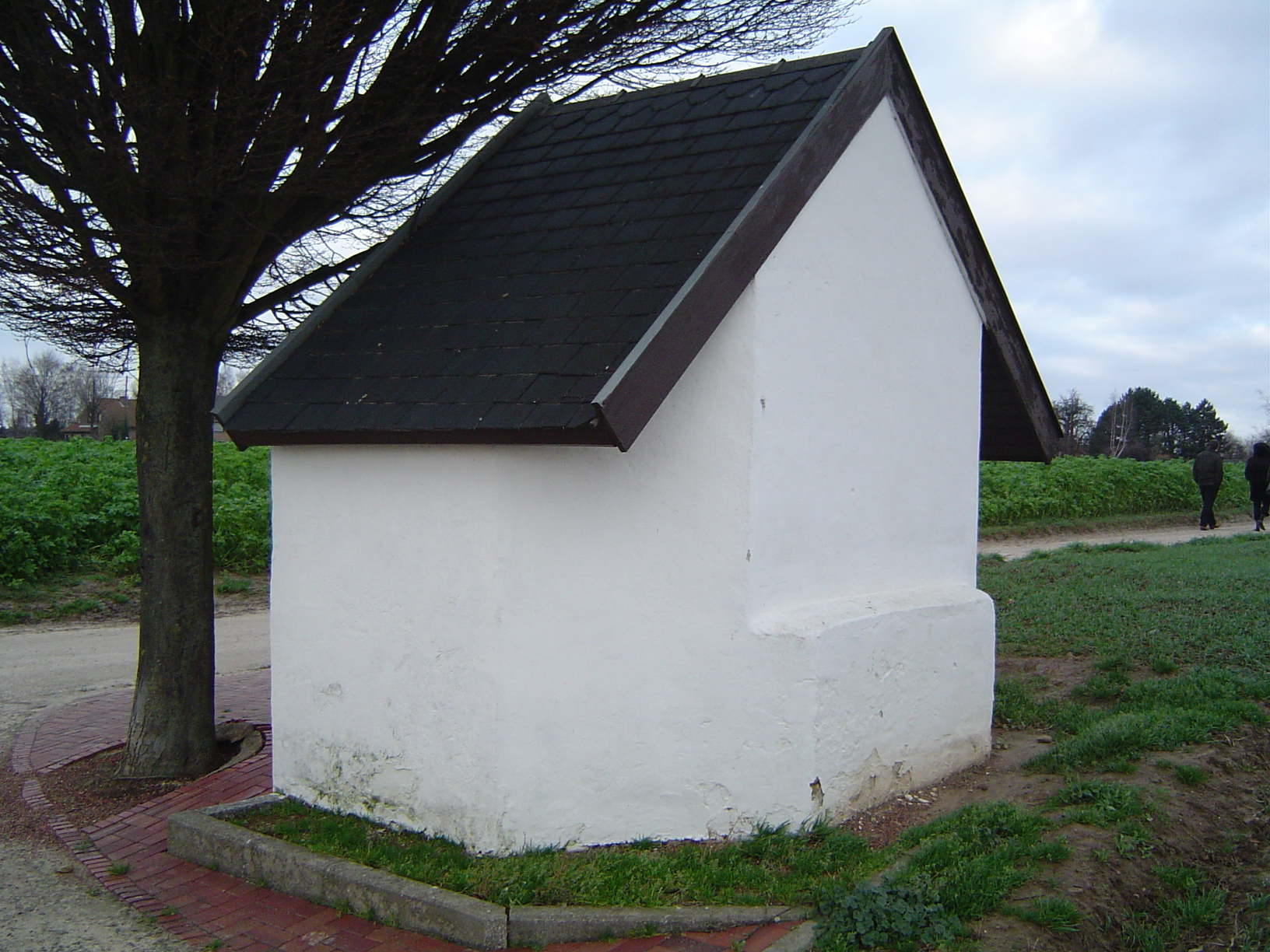

## Verdwenen dorpsgezichten

### De Meerplaats (de Mère)
Op De Meer, het centrale plein van Vlijtingen, bevond zich begin 20e eeuw nog het 'pumpke', de gemeenschappelijke pomp. De toenmalige gebouwen, hoofdzakelijk opgetrokken in witgekalkte mergel, zijn bijna allemaal verdwenen. Tegenwoordig zijn er nog slechts enkele gebouwen of delen van gebouwen opgetrokken in deze in de nabijheid ontgonnen kalksteen, en de nieuwere gebouwen werden in baksteen gebouwd.

### De molen (de mjèle)
De windmolen, een ronde stenen grondzeiler, werd gebouwd in 1840 en afgebroken in 1992. Hij stond, toen nog omringd door open veld, op de 'Vlijtingen Berg', het hoogste punt langs de Molenweg die Vlijtingen met Rosmeer verbindt. Op die plek hadden toen al vier eeuwen lang molens gedraaid. De voorlaatste was een houten molen van het Kempens type die in 1838 omver waaide. Willem Simenon, geboren in 1799 te Herderen, verhuisde rond 1827 naar de Spauwerstraat in Vlijtingen en bouwde er de nu verdwenen molen. Hij was de grootvader van Monseigneur Simenon (1871-1951), grootvicaris van het bisdom Luik, naar wie de huidige Monseigneur Simenonlaan vernoemd is. Zijn nazaten zouden vier generaties lang molenaar blijven. De laatste onder hen was Paulus Simenon. Omstreeks 1965 verloor de stenen molen zijn wieken en werden de zware eiken balken weggehaald. In 1992 werd de indrukwekkende molenromp verkocht. Hij werd gesloopt. De oude bakstenen werden gerecupereerd. Waar eens de molen stond staat nu een gezinswoning.

## Taal
Vlijtingen ligt in het Nederlands taalgebied. Het lokale dialect behoort tot het Limburgs, een van de Nederlandse streektalen. De taalkundige afstand van de Nederlandse dialecten tot het Algemeen Nederlands is het grootst in het zuidoosten van Belgisch Limburg en in het zuiden van Nederlands Limburgs. Aldus de resultaten van het onderzoek op basis van de featurefrequentiemethode uitgewerkt en toegepast door de dialectologen Hoppenbrouwers.
| Do zu.te zjève vlie.ge dei wollen 't kinneke bedrie.ge Ni.na kattepoot snap here li.nkerpoot en heit ze alle zjève dood | kinderversje in het lokale dialect. De poes, Nina Kattepoot, waakt naast de wieg over het welzijn van een slapende baby. Ze grijpt kordaat in als zeven vliegen op vinkenslag zitten om het kindje te jennen. Lettergrepen die eindigen op een punt moeten met een sleeptoon uitgesproken worden |

*Hoppenbrouwers, C. en G., Berekende afstand van 156 verschillende dialecten tot het Algemeen Nederlands, Gorcum b.v, 2001

## Nabijgelegen kernen
Lafelt, Hees, Rosmeer, Grote-Spouwen, Membruggen, Herderen, Riemst